# 보아스

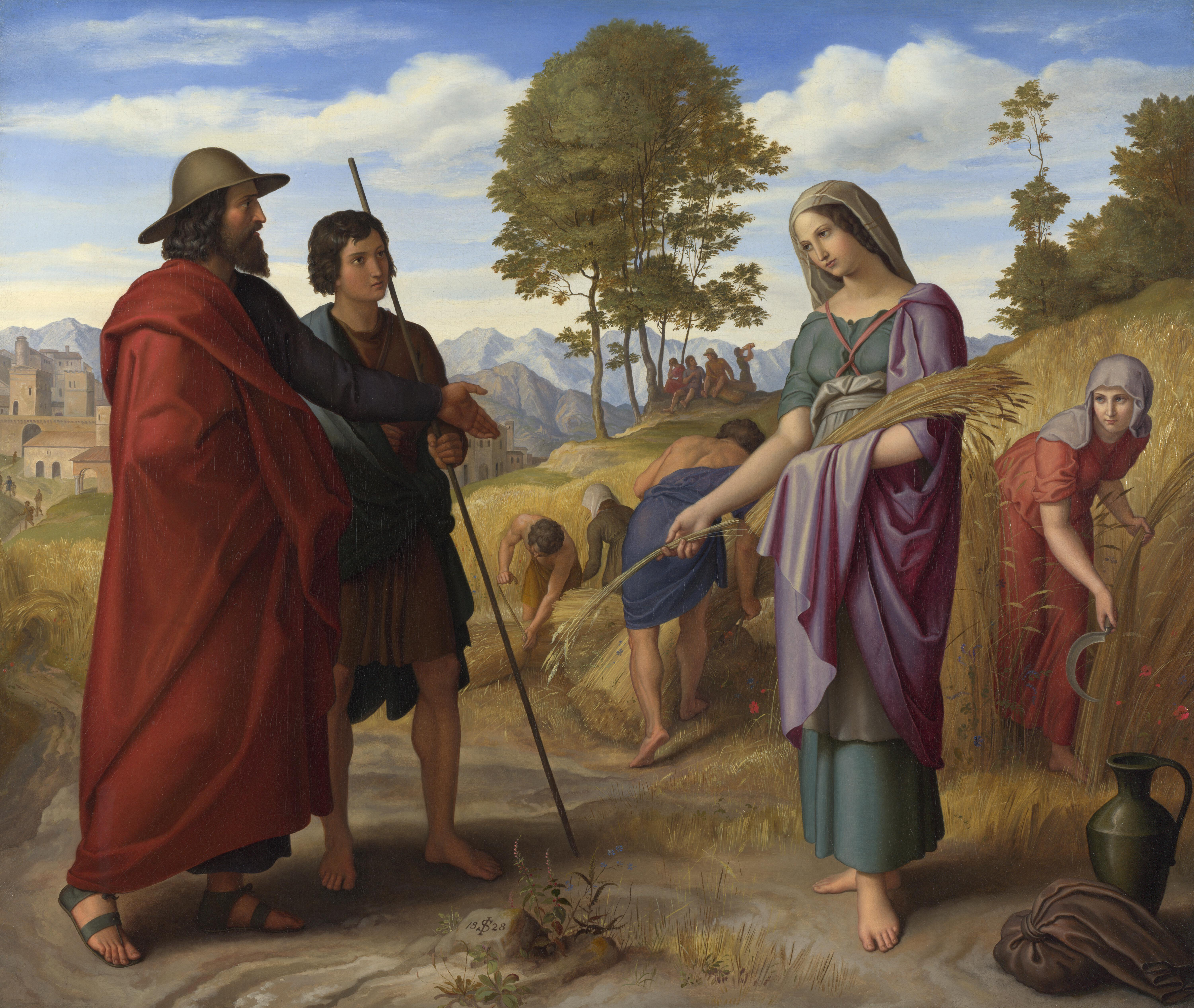
Julius Schnorr von Carolsfeld 작품(1828년) <보아스 밭에 있는 룻>

보아스 ( בועז, Boaz )는 히브리어 성경 룻기와 신약 성경에서 예수님의 족보에 나오는 인물이다. 성경에는 24번 나온다.
보아스라는 의미는 재빠름 (ness)'를 의미한다. 이름의 어원은 많은 제안되었다, 힘과 강한의 의미로도 사용되었다. 1 Kings 7:21 성경 학자 마르틴 노트"는 민첩한 정신으로 본다. 살몬과 기생 라합의 아들(마1:5)이며 베들레헴의 부유한 지주(룻 2:3-23)였다. 후에 나오미의 남편인 엘리멜렉의 친척(룻 2:1)이며 모압 여인인 룻과 결혼하여 오벳을 낳았다.(룻 4:13). 다윗의 증조부였다.

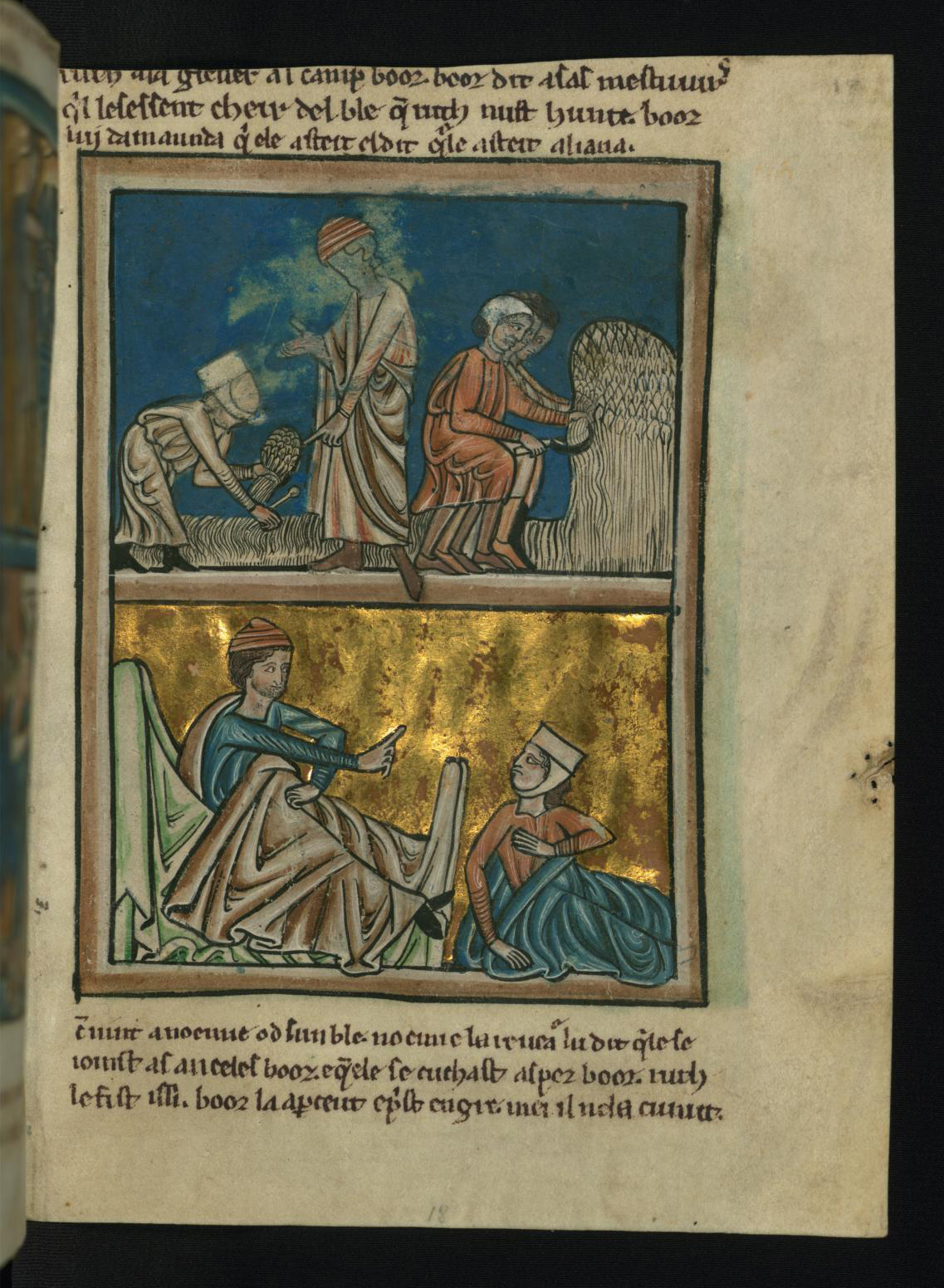
룻이 보아스를 만남

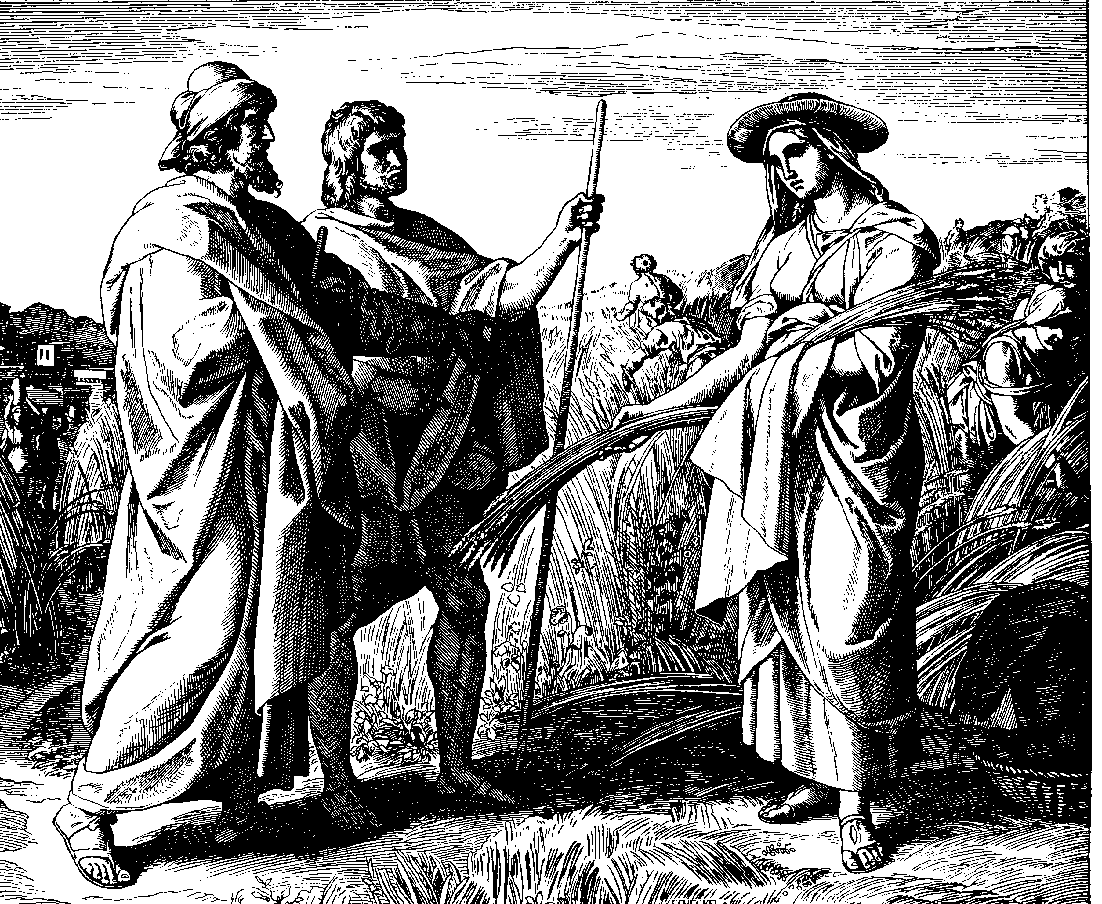
보아스와 룻의 만남. Julius Schnorr von Karolsfeld의 1860년 목판화

## 성경 이야기

### 히브리어 성경
살몬과 그의 아내 라합의 아들인 보아스는 유대 베들레헴의 부유한 지주였으며 나오미의 죽은 남편 엘리멜렉의 친척이었다. 그는 나오미의 친척이자(가계도 참조) 과부가 된 모압 며느리인 룻이 자기 밭에서 이삭을 이삭하고 있는 것을 발견한다. 그는 곧 그녀의 가족이 처한 어려운 상황과 나오미에 대한 룻의 충성심을 알게 된다. 이에 대해 보아스는 그와 그의 일꾼들과 함께 식사하도록 그녀를 초대하고, 의도적으로 그녀를 보호하면서 그녀가 요구할 곡식을 남겨 두었다.
성경에서 그는 전체 발전의 중심 역할을 한다. 예를 들어, 그분은 룻을 받아들이시고 나오미도 다시 받아들이게 하셨다.
룻은 보아스에게 다가가 친족관계를 행사하고 자신과 결혼해 줄 것을 요청한다. 보아스는 더 우월한 주장을 하는 다른 사람이 거절한다면 이를 받아들인다. 룻의 첫째 아들과 그녀의 고인이 된 남편의 친척이 고인의 법적 후손이자 엘리멜렉의 상속자로 간주될 것이기 때문에 다른 친척은 보아스에게 복종한다.
보아스는 룻과 결혼하여 엘리멜렉의 혈통을 되살리고 그 유산은 나오미의 가족에게 확보된다.
그들의 아들은 이새의 아버지이자 다윗의 할아버지인 오벳이었다.
요세푸스에 따르면 그는 엘리 시대에 살았다.

### 성전
"보아스"는 솔로몬 성전의 정면 두 기둥 중 왼쪽 기둥의 이름이고, 다른 기둥은 "야긴"이다. 그 의미는 논란의 대상이다.

### 신약
보아스는 마태복음에 살몬과 라합(예리코의 라합으로 추정됨)의 아들이자 예수의 조상으로 언급되어 있다.

## 같이 보기
- 고엘

## 추가 자료
- F. Brown, S. Driver, C. Briggs. The Brown–Driver–Briggs Hebrew and English lexicon. Tenth printing. Peabody, MA, USA: Hendrickson, October 2006. ISBN 978-156-563-206-6. (Each of the authors was DLitt and DD |p. iii|.)
- Barnes, W. Emery (1904). “Jachin and Boaz”. 《Journal of Theological Studies》 V: 447–451. 2011년 6월 9일에 확인함.